# Vsevolod Moscalenco
Vsevolod Moscalenco (n. 26 septembrie 1928 – d. 2 aprilie 2018) a fost un fizician moldovean, care a fost ales ca membru titular al Academiei de Științe a Moldovei.

## Copilărie și studii
S-a născut la 26 septembrie 1928 în comuna Bravicea, județul Orhei, din România (astăzi, Republica Moldova). Era fratele geamăn al lui Sveatoslav Moscalenco. Între anii 1935–1939 a învățat la Școala primară din satul natal, după care la Liceul „B.P. Hașdeu” din Chișinău (1939–1940). Între anii 1940–1944 urmează studiile la Liceul „A. Russo”, iar în anul 1944, când liceul este evacuat la Craiova (România), frații Moscalenco studiază un an de zile (1944−1945) la Colegiul Național „Carol I”. A absolvit școala medie nr. 2  din Orhei (1946) cu mențiune (făcând două clase într-un an, datorită capacităților intelectuale). Între anii 1946–1951 a studiat la Universitatea din Chișinău. A fost admis în ULCT la anul întâi de facultate și a fost exclus în anul 1956. Absolvește universitatea cu mențiune în anul 1951 și rămâne să activeze aici ca asistent. A fost doctorand la catedra de statistică cuantică a Universității Lomonosov din Moscova. A susținut teza de doctor abilitat în științe fizică-matematice în anul 1961, avându-l ca consultant științific pe academicianul Nikolai N. Bogoliubov.

## Activitatea științifică
În anul 1961 a revenit la Chișinău, unde a devenit cercetător științific superior la Institutul de fizică aplicată. Ulterior a fost șeful secției de fizică statistică al Institutului de fizică aplicată al Academiei de Științe de la Chișinău. A fost ales academician al Academiei de Științe a Moldovei în anul 1976.
Principalele sale preocupări științifice se referă la teoria semiconductorilor, sisteme magnetice neordonate, teoria supraconductibilității. A contribuit la teoria tranzițiilor polifononice și la elaborarea teoriei supraconductorilor polizonali. I-a avut ca discipoli pe: Lia Kon, Maria Palistrant, Anatolie Golub ș.a.
Moscalenco a fost timp de 15 ani reprezentantul plenipotențiar al Republicii Moldova la Institutul Unificat de Cercetări Nucleare din Dubna, Rusia. A fost membru al Consiliilor de problemă „Teoria Corpului Solid” și „Fizica temperaturilor joase” ale Academiei de Științe din URSS. A susținut cursuri la Universitatea Normală Nord-Estică din Changchun (China) în anii 1990, 1992, 1993, cât și în Italia (Salerno, 1999, 2001) și Germania (Duisburg, 2000). A obținut 12 ani consecutiv grantul Guvernului german (Heisenberg – Landau) pentru a efectua cercetări împreună cu angajații acestei universități.
Pe portalul "SAO/NASA Astrophysics Data System" sunt enumerate 137 de lucrări publicate și co-publicate de Vsevolod Moscalenco.

## Premii și distincții
- Ordinul Republicii (la 7 octombrie 1996)[4]
- Om Emerit
- Medalia „Dimitrie Cantemir”
- Cetățean de onoare al satului Bravicea (la 28 mai 2003)